# Peugeot Type 156
La Peugeot type 156 est un modèle d'automobile Peugeot de 1920.

## Historique
Cette voiture est la voiture officielle du président de la république française Alexandre Millerand.

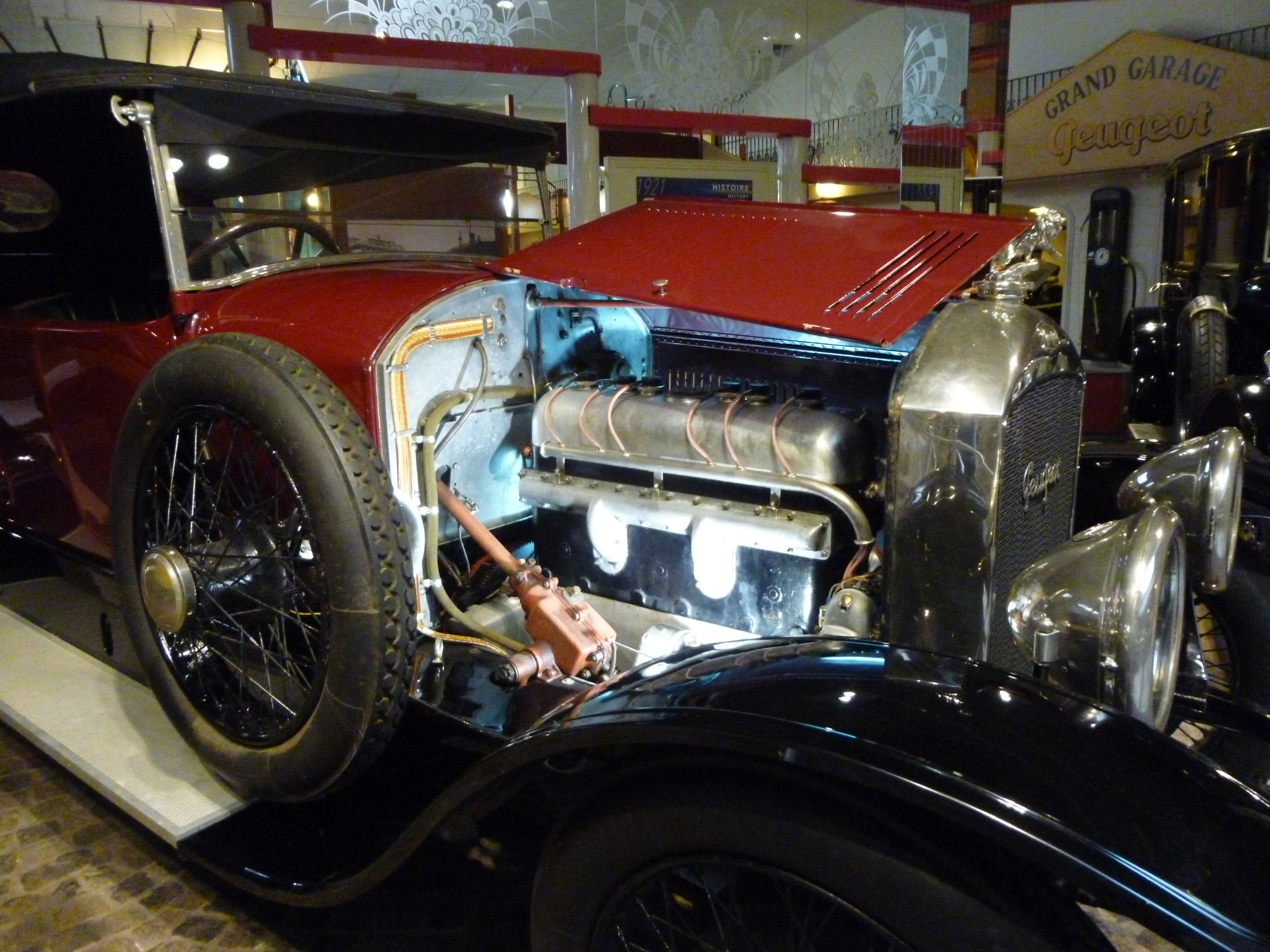
Peugeot type 156.